# 铃木三重吉
铃木三重吉（日语：すずき みえきち，1882年9月29日—1936年6月27日），日本小说家、儿童文学作家。

## 生平
铃木三重吉生于广岛县广岛市。自幼对文学发生兴趣。1891年母亲去世，1897年发表《怀念亡母》。1901年从京都第三高中毕业后，进入东京帝国大学英文系就读，直接受到作家夏目漱石的指导和影响。1905年他因神经衰弱休学，创作了短篇小说《千鸟》，后经夏目漱石推荐，刊登在高滨虚子主持的杜鹃杂志上。
1907年铃木三重吉发表短篇小说集《千代纸》，汇集《三月七日》、《千鸟》、《山彦》等早期作品，这些描写青年男女纯真的爱情的故事受到读者欢迎，铃木三重吉也作为唯美的浪漫的作家而登上文坛。1908年大学毕业后，铃木三重吉任千叶县成田中学的首席教员，其间在《国民新闻》上连载《小鸟之巢》（1910）开始转向现实主义写作。1913年起担任中央大学讲师，发表小说《桑实》。之后其小说创作逐渐被批评，乃至停止小说创作。

## 儿童文学创作
1915年-1916年，铃木三重吉开始着手写作面向儿童的文学。女儿诞生后，他发表的《湖水之女》（1916）是西洋民间故事的改作。当时，岩谷小波的《世界故事》、《世界故事文库》正风靡一时，但是，三重吉将小波式的口述体的文体视为卑俗的东西而反对，他想在儿童的文学中也开拓抒写真实的文章体。
1917年铃木三重吉开始发行《世界故事集》，同时筹办儿童文艺杂志《赤鸟》。1918年《赤鸟》创刊，铃木三重吉的竭力呼吁集结了众多的文坛上小说家、散文家和诗人在《赤鸟》上为儿童创作童话和童谣，包括芥川龙之介、有岛武郎、北原白秋、小山内薰、久保田万太郎等人，展开了一场开拓为了儿童的艺术的童话和童谣的运动。

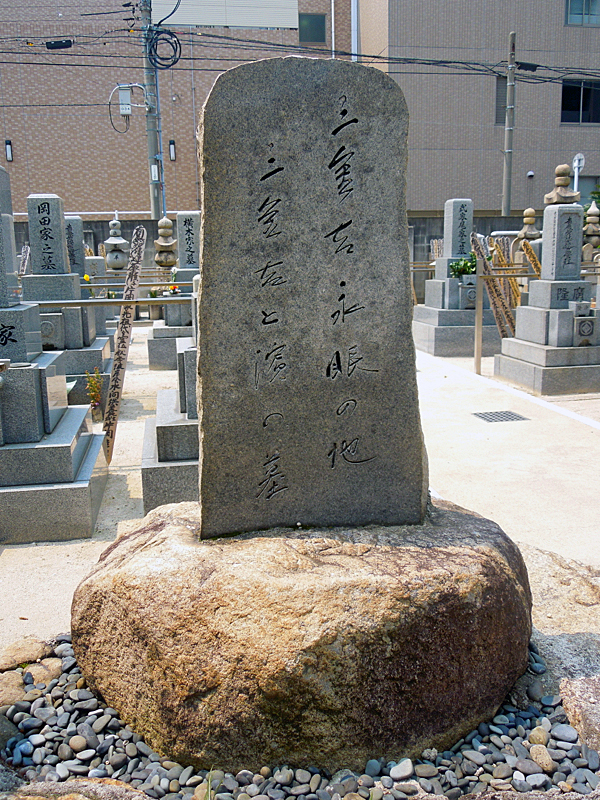
铃木三重吉墓碑

之后将近二十年，铃木三重吉为《赤鸟》和给儿童的故事集倾尽心血。他完成的《古事记故事》、《安徒生童话集》，通过对名作改写，在给儿童读物带来艺术性方面，具有很大的功绩。1936年去世后，《红鸟》杂志停刊。